# Bocholt (Belgia)
Bocholt este o comună din regiunea Flandra din Belgia. Comuna este formată din localitățile Bocholt, Kaulille și Reppel. Suprafața totală a comunei este de 59,34 km². La 1 ianuarie 2008 comuna avea o populație totală de 12.561 locuitori. 
1. ↑  Crossroad Bank of Enterprises, accesat în 24 iulie 2023